# Benzilisochinolina
La benzilisochinolina è una sostanza organica aromatica eterociclica. Costituisce lo scheletro strutturale di molti alcaloidi, tra cui la papaverina, berberina, codeina, morfina, apomorfina, tubocurarina.